# Оријентација и самостално кретање слепих особа
Оријентација и самостално кретање слепих особа један  је од најважнији предуслов независног живљења сваке слепе или слабовиде особе је кретање. Кретање без вида у простору  за особе са овом врстом инвалидности има одређене предности али и одређена правила, а носи и одређене проблеме због живота у измењеном простору, који су особе које су изгубиле вид, у прошлости виделе, и доживљавале на сасвим другојачији начин.

## Значај
Значај обуке у оријентацији си самосталном кретању слепих особа најбоље показују ови статистички подаци:
- приближно 3,8 милиона особа старијих од 65 година живи са оштећеним видом (односно, слепи су или слабовиди), од којих је око 173.000 правно слепих ветерана (према подацима Одељење за борачка питања САД из 2003. године).

- број особа старијих од 65 година живи са оштећеним видом доком 2010-их година повећао се на скоро 1 милион.

Како су ове демографске промене у сталној прогресији, важно је боље разумети ефекте обуке о оријентацији и мобилности  деце и старије особе са оштећењем вида, укључујући и оне које опслужују чланови породице или специјализоване установе.

## Оријентација и мобилност
Термини оријентација и мобилност користе се наизменично у читавој литератури. Радови написани у САД имају тенденцију да се много више односе на оријентацију, док се у Уједињеном Краљевству више помиње мобилност. Најједноставније речено, мобилност је „способност да стигнете тамо где желите да идете“ (Фондација за слепу децу, 2004). Обука мобилности омогућава деци која пате од слабог вида да науче све вештине неопходне за безбедно и независно путовање у било ком окружењу (које подразумева самостално кретање у школском простора, јавном превозу до школе или џогирање у парку).

## Историја оријентације и мобилности
Професија оријентације и мобилности почела је да се развија током и непосредно након Другог светског рата, када су војници који су били ослепљени у борби послати на опоравак у Општу болницу војске Вели Форжепре него што су ушли у реконвалесцентну болницу Авон Олд Фармс, некадашњу експерименталну болницу америчке војске. рехабилитациони центар за слепе војнике у Ејвону, Конектикат.
Како би боље опслужила велики број слепих војника којима је била потребна посебна обука и услуге, војска је регрутовала Ричарда Е. Хувера, војног наредника, који је 1944. године распоређен у центар за лечење слепих војника у војној болници Вели Форже. Током исте године, Расел Вилијамс, који је био заслепљен непријатељском акцијом у Француској, добио је медицинску рехабилитацију у војној болници Вели Форже, а 1947. Ц. Варрен Бледсое се придружио болници. И Хувер и Бледсо су раније радили у школи за слепе у Мериленду. Ова тројица су дала значајан допринос развоју нове професије: оријентације и мобилности.
Ослепљени војници су били високо мотивисани да буду успешни, а Ричард Хувер је веровао да су традиционалне стратегије које су се подучавале и користиле за самостално путовање биле неадекватне. Као одговор, развио је технику за коришћење штапа који је лаган и дужи од потпорних штапова. Ова техника и штап су револуционирали самостално путовање слепих људи и користе се и данас.

## Опште информације
Оријентација је способност одређивања положаја тела у простору, на основу које нека особа сазнаје где се тренутно налази и где жели да идете, и зато спада у скуп човекових вештина које  омогућавају  свакој особи са оштећеним видом да се безбедно и самостално креће.
Како се кретање односи на способност безбедног и ефикасног савладавања удаљености од једног места до другог, особе оштећеног вида морају дада науче:
- прво да „ослушкују околину“,
- потом да „пробуде“ преостала очувана чула,
- да адекватно користе бели штап.

Како је немогуће научити децу са слабим видом читавом низу доступних вештина и техника мобилности у било којој фази њиховог развоја, деца морају бити поступно упозната и обучена за вештине које одговарају њиховој зрелости, способностима и потребама у различитим развојним фазама.

## Програм обуке
Програм обуке слепих особа у оријентацији и самосталном кретању спроводи се у посебним установама индивидуално или у школи за слепе као и ван ње. Трајање обуке је у школи за слепе 150 сати али може трајати и дуже у зависности од старости и индивидуалних способности корисника. Обука је подељена на 5 фаза:
- учење кретања без икаквог помагала и кретање уз помоћ пратиоца;
- успостављање технике белог штапа;
- кретање уз помоћ научених техника белог штапа у школском дворишту, уз максимално коришћење компензаторних чула и коришћење говора околине;
- кретање у ближој околини школе уз савладавање правила кретања у саобраћају;
- градска оријентација.